# Stephen Goosson
Stephen Goosson (24 mars 1889 - 25 mars 1973) est un directeur artistique de cinéma américain.

## Biographie

### De Grand Rapids à Hollywood
Il naît le mars 1893 à Grand Rapids dans le Michigan. En 1914 il obtient son diplôme de l'université de Syracuse de New York. Attaché à l'aménagement des usines automobiles de Détroit, dans le Michigan, durant la Première Guerre mondiale, il travaille également en tant qu'architecte indépendant. Il arrive à Hollywood en 1919, en entrant au service de Lewis J. Selznick. Blind Mouth (Edward Sloman, 1920) est le premier film où Gooson occupe le rôle de directeur artistique.

### Avancée et premières réussites
Durant sa période muette, il travaille pour différents studios : Mary Pickford Company, Frank Lloyd Productions, Cecil B. DeMille Pictures Corporation.
Lors du passage au parlant, il entre à la Fox et signe les décors de quelques francs succès du studio avant d'entrer à la Columbia Pictures, qui l’emploiera jusqu'à la fin de sa carrière.
Nommé responsable de la direction artistique générale, Gooson supervise alors les films de Frank Capra et Frank Borzage. Le grand succès de New York-Miami (Frank Capra, 1934) marque un tournant pour la Columbia qui s'impose comme une major incontournable et pour Stephen Gooson qui assoit définitivement sa position auprès de Harry Cohn, directeur du studio.

### Consécration
Il retrouve Frank Capra en 1937 (ils collaborent sur sept films) pour Les Horizons perdus. Film légendaire à plusieurs points de vue, ce film apporte à Gooson le seul Oscar de sa carrière (pour cinq nominations). Sa vision de la cité fabuleuse de Shangri-La a marqué toute une génération de spectateurs américains ; pour l’impressionnante scène de tempête de neige Gooson monopolisa un gigantesque hangar réfrigéré, dont les températures provoquèrent des défaillances techniques à répétition.
La décennie suivante est riche en grands succès. Entre 1946 et 1948, Gooson travailla sur trente films dont quelques films noirs.

### Fin de carrière et mort
L'un de ses derniers films pour le cinéma fut Les Amours de Carmen (Charles Vidor, 1948), bluette en technicolor destiné au couple vedette de la Columbia Pictures, Glenn Ford et Rita Hayworth. Après une absence de quatre années due à des ennuis de santé, le nom de Stephen Goosson réapparaît une dernière fois au générique de quelques shows télés.
Travailleur acharné, il s'imposait des recherches approfondies pour chacun de ses projets. En cela, de l'esquisse à la construction des décors, le travail de Gooson est marqué par un sens aigu du détail.
Stephen Gooson est décédé le 25 mars 1973  à Woodland Hills, en Californie.

## Filmographie (non exhaustive)
Cette filmographie suit les parties de sa biographie ci-dessus:

### De Grands Rapids à Hollywood
- Blind Mouth, Edward Sloman, 1920

### Carrière et premières réussites

#### Mary Pickford Company
- The Love Light, Frances Marion, 1921
- Trough The Back Door, Alfred E. Green et Jack Pickford, 1921
- Little Lord Fauntleroy, Alfred E. Green et Jack Pickford, 1921

#### Franck Lloyd Productions
- The Sea Hawks, Frank Lloyd, 1924

#### Demille Pictures Corporation
- A Blonde for a Night, E. Mason Hopper et F. McGrew Willis, 1928
- Midnight Madness, F. Harmon Weight, 1928
- The Cop, Donald Crisp, 1928

#### Fox
- L'Amant de Minuit, Hamilton MacFadden, 1930
- New Movietone Follies of 1930, Benjamin Stoloff, 1930

#### Columbia
- 1931 : La Blonde platine (Platinum blonde), Frank Capra
- 1932 : La Ruée, Frank Capra
- 1933 : Grande Dame d'un jour (Lady for a Day) de Frank Capra
- 1933 : Ceux de la zone, Frank Borzage
- 1934 :  New York-Miami, Frank Capra
- 1935 : Une plume à son chapeau (A Feather in Her Hat) d'Alfred Santell
- 1936 : Aventure à Manhattan (Adventure in Manhattan), Edward Ludwig
- 1938 : Un amour de gosse (Little Miss Roughneck) d'Aubrey Scotto
- 1945 : She Wouldn't Say Yes d'Alexander Hall
- 1946 : Meet Me on Broadway de Leigh Jason

### Consécration
- Les Horizons perdus, Frank Capra, 1937
- Cette sacrée vérité, Leo McCarey, 1937
- Vous ne l'emporterez pas avec vous, Frank Capra, 1938
- L'Homme de la rue, Frank Capra, 1941
- La Vipère, William Wyler, 1941
- Le Bal des sirènes, George Sidney, 1944
- Les Indomptés (Renegades) de George Sherman, 1946

#### Films noirs
- Gilda, Charles Vidor, 1946
- En Marge de l'enquête, John Cromwell, 1947
- Traquée, Richard Wallace, 1947
- Jonny O' Clock, Robert Rossen, 1947
- Les Liens du passé, Sylvan Simon, 1948

### Fin de carrière
- Les Amours de Carmen, Charles Vidor, 1948

#### Shows télé
- The Mickey Rooney Show, 1954-1955
- The Donald O'Connor Show, 1954-1955